# Basilica de Santa Maria (Alicante)

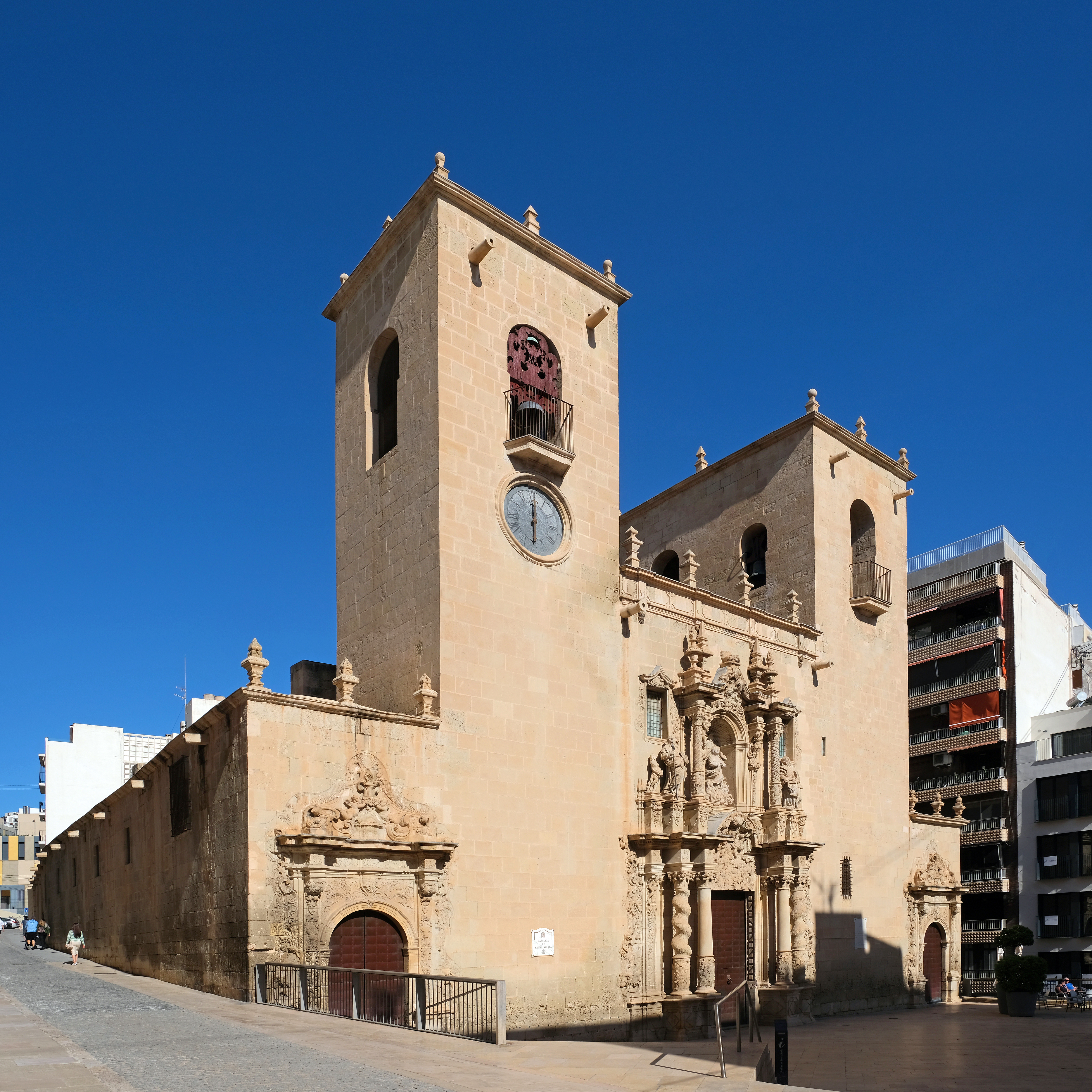
Esta igreja era originalmente uma Mesquita Muçulmana, e foi convertida em Igreja após a conquista cristã da cidade. .A igreja está construída sobre a muralha medieval, para lhe dar maior robustez à defesa, portanto, dai a sua forma compacta.

A Basílica de Santa Maria é a igreja mais antiga de Alicante, Espanha. Foi erguida no estilo gótico valenciano nos séculos XIV e XVI sob os restos de uma mesquita.
A basílica é composta por uma única nave com seis capelas laterais situadas entre os contrafortes. Em 2007, a pedido da cidade de Alicante à Santa Sé, a igreja foi elevada a categoria de basílica.